# Kent and East Sussex Railway
Le Kent and East Sussex Railway (KESR) est un chemin de fer touristique britannique. Il fut ouvert par le Colonel H.F. Stephens, ingénieur ferroviaire britannique, en 1900. Dans son extension maximale, il reliait Robertsbridge sur la ligne de Tonbridge à Hastings, à Headcorn sur la ligne Tonbridge-Ashford.

## Historique
Ce chemin de fer a été fermé au trafic voyageurs le 2 janvier 1954, et fermé totalement 12 juillet 1961. En 1974, la ligne fut partiellement rouverte en tant que chemin de fer touristique entre Tenterden Town station et Bodiam.
Le KESR fut inauguré sous le nom de « Rother Valley Railway », son premier tronçon allant de Robertsbridge à Rolvenden (dont la gare s'appelait Tenterden). La ligne fut prolongée jusqu'à Tenterden en 1903, et le chemin de fer prit alors le nom de « Kent and East Sussex Railway », anticipant les prolongements suivants vers Appledore, Rye, Cranbrook et Maidstone via Headcorn. En fait, la ligne atteignit Headcorn en 1905, mais aucun autre prolongement ne fut jamais réalisé.
De 1905 à la date de fermeture à l'exploitation, les gares de la ligne étaient les suivantes (du sud au nord) :
Robertsbridge, Salehurst Halt, Junction Road Halt, Bodiam, Northiam, Wittersham Road, Rolvenden, Tenterden Town, Tenterden St. Michael's, High Halden Road, Biddenden, Frittenden Road and Headcorn.
À l'exception de Robertsbridge, Headcorn et Tenterden Town, toutes les gares se trouvaient en zone rurale, à l'écart des villes qu'elles desservaient. Le chemin de fer fut en effet construit selon les dispositions de la loi de 1896 Light Railways Act, qui autorisait une construction économique en contrepartie de restrictions de vitesse.
C'est pour cette raison, mais aussi du fait d'une politique d'achat de matériel malheureuse, que l'exploitation de la ligne fut déficitaire à partir de 1932 ; et à la suite de la nationalisation des chemins de fer en 1948, sa fermeture était inévitable. Le dernier service des British Railways ouvert aux voyageurs a circulé au départ de Robertsbridge à 17 h 50 le 2 janvier 1954.

## La ligne aujourd'hui
La ligne est aujourd'hui une attraction touristique du Sud-Est de l'Angleterre. Elle propose un trajet de 18,5 km en suivant la rivière Rother, dans des anciennes voitures voyageurs des chemins de fer britanniques généralement tractées par des locomotives à vapeur, bien que certaines circulations hors pointes soient assurées par autorail.
La ligne s'étend actuellement de la gare de Tenterden à Bodiam (à proximité du château de Bodiam), prolongée de 1,6 km jusqu'au site de la gare de Junction Road (bien que cette dernière ne soit pas ouverte).

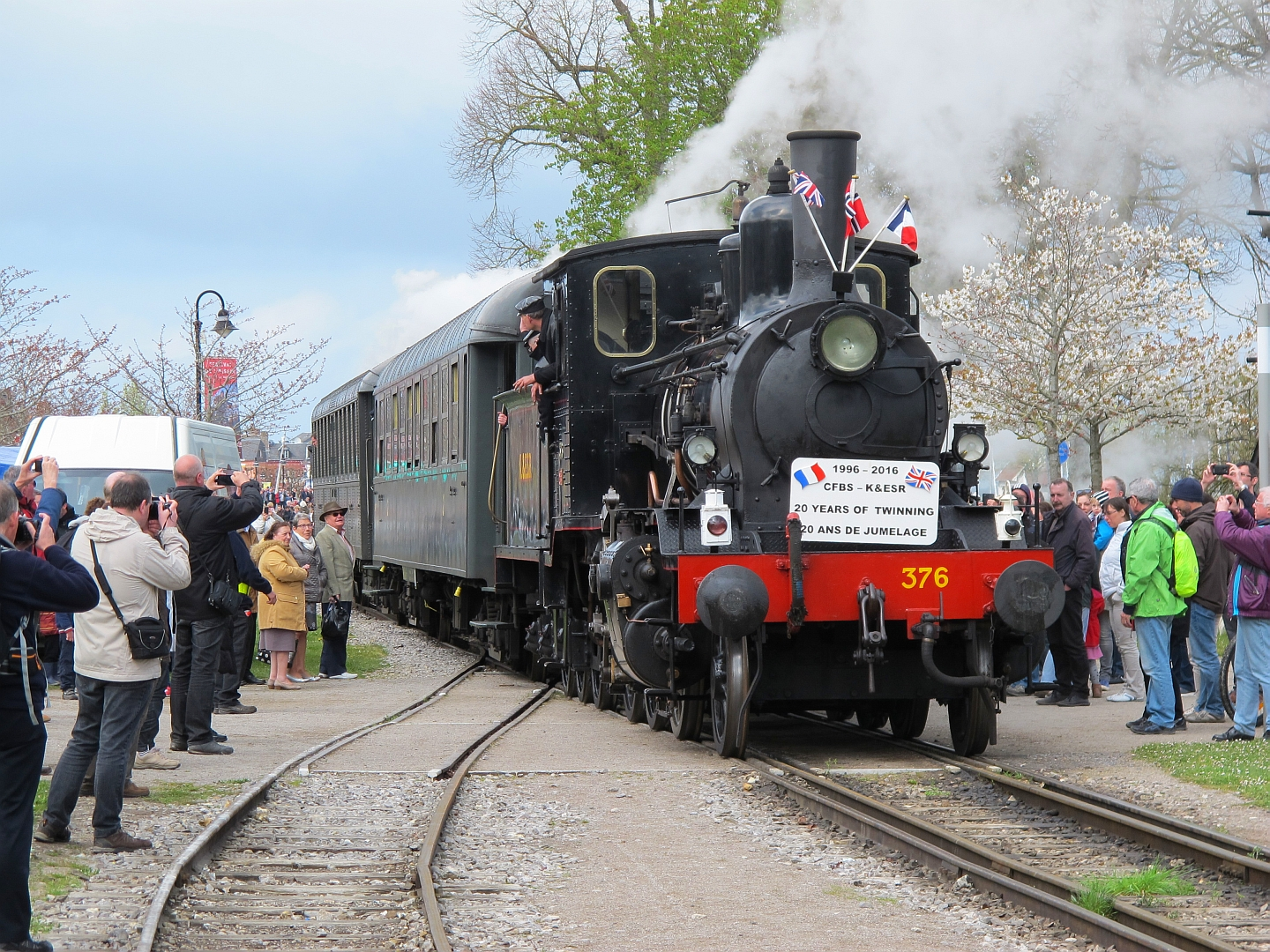
La locomotive No. 19 Norwegian du K&ESR sur le CFBS, avec une plaque des 20 ans de jumelage en 2016.

La gare de Tenterden est le siège principal du chemin de fer touristique, où se trouvent une librairie  avec une boutique de souvenirs, ainsi que les installations de garage des wagons, et un café qui était autrefois le bâtiment de la gare routière de Maidstone & District Motor Services de Maidstone. Le chemin de fer met l'accent sur le Colonel Stephens, personnalité majeur de son histoire.
Le dépôt des locomotives situé à la gare de Rolvenden, dispose d'une plate-forme panoramique donnant sur les installations, où d'anciens conteneurs maritimes sont utilisés pour le stockage du matériel. Des événements thématiques sont organisés tout au long de l'année. Certains sont liés à l'histoire locale et au chemin de fer tandis que, comme sur d'autres lignes touristiques, des trains spéciaux « Thomas the Tank Engine » et de Noël apportent un soutien commercial aux activités de l'entreprise. Des journées de stages ferroviaires sont également proposées.
Depuis 1996, le Kent and East Sussex Railway est jumelé avec le chemin de fer de la baie de Somme (France), auquel il rend parfois visite lors des « Fêtes de la Vapeur » avec une de leurs locomotives à vapeur.

## Les collections
La liste suivante n'est pas exhaustive et devra être complétée ou actualisée au fil du temps (dernière actualisation en janvier 2024) :

### Locomotives à vapeur
| Matricule (noms)                                      | Constructeur et date              | Origine et informations techniques | État actuel                                              | Photo |
| ----------------------------------------------------- | --------------------------------- | --- | -------------------------------------------------------- | ----- |
| no 3 "Bodiam"                                         | Brighton Works, 1872              | - Type : LB&SCR A1 class. - 0 m, 00 t, vitesse maximum : 00 km/h. - Capacité de la soute à charbon : 0 t. - Capacité de la soute à eau : 0 000 L (00 m3).                             | Opérationnelle (depuis juin 2022).                       |       |
| no 8 "Knowle"                                         | Brighton Works, 1880              | - Type : LB&SCR A1 class. - 0 m, 00 t, vitesse maximum : 00 km/h. - Capacité de la soute à charbon : 0 t. - Capacité de la soute à eau : 0 000 L (00 m3).                             | Opérationnelle (depuis novembre 2020).                   |       |
| no 11 (originellement SECR no 753)                    | Ashford Works, 1909               | - Type : SECR P Class. - 0 m, 00 t, vitesse maximum : 00 km/h. - Capacité de la soute à charbon : 0 t. - Capacité de la soute à eau : 0 000 L (00 m3).                                | Hors service (en cours de révision complète).            |       |
| no 12 "Marcia"                                        | Peckett and Sons, 1923            | - Origine : Hardman & Holden Ltd. - 0 m, 00 t, vitesse maximum : 00 km/h. - Capacité de la soute à charbon : 0 t. - Capacité de la soute à eau : 0 000 L (00 m3).                     | Opérationnelle (depuis mars 2022).                       |       |
| no 14 "Charwelton"                                    | Manning, Wardle and Company, 1917 | - Origine : Park Gate Iron & Steel Co Ltd. - 0 m, 00 t, vitesse maximum : 00 km/h. - Capacité de la soute à charbon : 0 t. - Capacité de la soute à eau : 0 000 L (00 m3).            | Hors service (en cours de révision).                     |       |
| no 19 "Norwegian" (originellement no 376)             | Nydqvist och Holm AB, 1919        | - Origine : Ligne du Kongsvinger. - 0 m, 00 t, vitesse maximum : 00 km/h. - Capacité de la soute à charbon (Tender) : 00 t. - Capacité de la soute à eau (Tender) : 00 000 L (00 m3). | Hors service (en attente d'une révision).                |       |
| no 21 "Wainwright"                                    | Vulcan Iron Works (USA), 1943     | - Type : USATC S100. - 0 m, 00 t, vitesse maximum : 00 km/h. - Capacité de la soute à charbon : 0 t. - Capacité de la soute à eau : 0 000 L (00 m3).                                  | Hors service (en attente d'une révision).                |       |
| no 22 "Maunsell"                                      | Vulcan Iron Works (USA), 1943     | - Type : USATC S100. - 0 m, 00 t, vitesse maximum : 00 km/h. - Capacité de la soute à charbon : 0 t. - Capacité de la soute à eau : 0 000 L (00 m3).                                  | Hors service (en cours de révision complète).            |       |
| no 23 "Holman F. Stephens"                            | Hunslet Engine Company, 1952      | - Origine : Ministère de la Défense Britannique. - 0 m, 00 t, vitesse maximum : 00 km/h. - Capacité de la soute à charbon : 0 t. - Capacité de la soute à eau : 0 000 L (00 m3).      | Hors service (garée en attente d'une révision complète). |       |
| no 25 "Northiam"                                      | Hunslet Engine Company, 1953      | - Origine : Ministère de la Défense Britannique. - 0 m, 00 t, vitesse maximum : 00 km/h. - Capacité de la soute à charbon : 0 t. - Capacité de la soute à eau : 0 000 L (00 m3).      | Opérationnelle (depuis avril 2018).                      |       |
| no 30 (originellement GWR no 1638)                    | Swindon Works, 1951               | - Type : GWR 1600 Class. - 0 m, 00 t, vitesse maximum : 00 km/h. - Capacité de la soute à charbon : 0 t. - Capacité de la soute à eau : 0 000 L (00 m3).                              | Hors service (en cours de révision complète).            |       |
| no 32 (originellement GWR no 6619)                    | Swindon Works, 1928               | - Type : GWR 5600 Class. - 0 m, 00 t, vitesse maximum : 00 km/h. - Capacité de la soute à charbon : 0 t. - Capacité de la soute à eau : 0 000 L (00 m3).                              | Hors service (garée en attente d'une révision).          |       |
| Actuellement sans numéro (originellement GWR no 4253) | Swindon Works, 1917               | - Type : GWR 4200 Class. - 0 m, 00 t, vitesse maximum : 00 km/h. - Capacité de la soute à charbon : 0 t. - Capacité de la soute à eau : 0 000 L (00 m3).                              | Hors service (en cours de révision complète).            |       |
| Actuellement sans numéro (originellement GWR no 5668) | Swindon Works, 1926               | - Type : GWR 5600 Class. - 0 m, 00 t, vitesse maximum : 00 km/h. - Capacité de la soute à charbon : 0 t. - Capacité de la soute à eau : 0 000 L (00 m3).                              | Hors service (en attente d'une révision complète).       |       |